# Георгий (Гатуна)
Епи́скоп Гео́ргий (англ. Bishop George, в миру А́ртур Гату́на, англ. Arthur Gathuna также Джордж Гатунгу Гатуна, англ. George Gatung’u Gathuna; 1905 — 16 июля 1987) — православный миссионер, викарный епископ Нитрийский в юрисдикции Александрийской православной церкви, затем иерарх Синода противостоящих.

## Биография
В 1930-е годы в Уганде началось стихийное движение коренных африканцев к Православной Церкви под руководством бывшего англиканина Рувима Спартаса. В июне 1937 года Артур Гатуна был рукоположён в сан священника епископом Даниэлем Уильямом Александром.
В 1946 году «Африканская Православная Церковь Кении» была принята в состав с Александрийского Патриархата и её глава Артур Кадуна был рукоположен в сан священника с именем Георгий, став таким образом первым кенийским православным священнослужителем.
В 1950-х годах он воевал, вместе со многими православными за независимость Кении, в то же время как протестантские и католические лидеры были на стороне колонистов. Гатуна провёл 10 лет в тюрьме, вместе с лидером племени кикуйю и будущим президентом страны Джомо Кеньяттой.
В конце 1958 году была образована Иринупольская и Восточно-Африканская митрополия, а в конце 1972 года Георгий (Гатуна) был избран титулярным епископом Нитрийским, викарием Иринопольской митрополии.
Его епископская хиротония состоялась 25 февраля 1973 года в храме святого Павла в Кагире. Служил в Кении.
В 1974 году наметился разлад между греческими и африканскими православными.
30 ноября 1979 года епископ Георгий был лишён сана.
Присоединился к греческой неканонической старостильной юрисдикции Синод Противостоящих. Немало православных в Кении последовали за ним.
17 ноября 1986 года вместе с Митрополитом Киприаном (Куцумбасом), первоиерархом Синода противостоящих, рукоположил во епископа Африканской Православной Церкви Кении Нифона Кигунду.
Скончался 16 июля 1987 года. В его похоронах принял участие митрополит Киприан (Куцумбас).
После того как учинённый епископом Георгием раскол был уврачёван, Священный Синод Александрийской православной церкви своим решением от 1 ноября 2006 года снял с епископа Георгия наложенные прещения. Большая часть священников, рукоположенных Гетуной и Кигунду вернулись в Александрийский патриархат. Некоторые из них были перерукоположены.